# 사마양저
사마 양저(司馬穰苴, ? ~ ?)는 중국 춘추시대 제나라의 장군으로, 성은 규(嬀), 씨는 전(田), 이름은 양저(穰苴)이다. 재상 안영(晏嬰)의 추천으로 등용된 후 제나라의 번영에 공적을 올리자 경공(景公)이 대사마로 임명하였으며, 이때 사마(司馬)를 씨로 칭하여 사마양저라 불리었다. 사마씨를 칭하기 전의 씨인 전(田)을 붙여 전양저로 불리기도 하며, 병법서 《사마법》(사마병법)의 저자이자, 전완(田完)의 후예이다.

## 생애
당시 제나라는 긴 내란이 끝나고 경공(景公)이 즉위하였고, 유명한 신하 안영이 경공을 보좌하고 있었다. 또 진나라(陳)의 망명 귀족인 전씨의 세력이 급격하게 확대되어, 전씨의 대두에 기존의 귀족으로부터 질시와 경계가 심해지고 있었다. 그러한 중에 제나라는 진나라(晉)와 연나라(燕)에 의해 공격받고 영토를 빼앗기고 경공은 빼앗긴 영토를 되찾고 싶었다. 안영이 경공에게 추천한 인물이 있었다. 그가 바로 사마양저이다.
안영은 “양저는 전씨 집안의 서자이지만, 그의 문덕(文德)은 병사를 일으키고, 그의 무덕(武德)은 적을 위압합니다. 주공께서 사마양저를 시험을 해보게 하시옵소서.”라고 하였고, 제 경공은 사마양저와 병법에 대해 말하였고, 드디어 사마양저가 믿어도 될것 같다고 하였고, 장군에 임명하려고 했다. 그러나 사마양저는 “저는 원래 천한 신분으로서, 장군으로 임명해 주셔도 아랫사람들은 저를 경시합시다. 그리고, 주공의 총애하는 신하로 부관으로서 삼아주십시오”라고 하였고, 경공은 그 청을 허락하여 장고(莊賈)를 임명하게 되었다.
사마양저와 장고는 “내일, 정오에서 군문에 모이시오”라고 약속하고 헤어졌다. 그러나 장고는 “고귀한 군대를 통솔하는 것이 자신이다”라고 믿고, 친척이나 고관과 송별의 연회를 마련하여 다음날 정오에 모습을 나타내지 않았다. 사마양저는 장고가 오지 않는 동안에 군을 정돈하여 군율을 전군에 보였다. 날도 저물어 겨우 장고가 왔다. 사마양저는 어째서 늦었는지 이유를 물었다. 그러자, 장고는 "친척과 고관들이 송별회를 열어 주었기 때문에 늦어졌다"라고 했다.
이것을 들은 사마양저는 “장군은, 일단 출격을 명령받으면 가족을 잊고 군중에 있어도 친척을 잊고 전장에 있어도 스스로의 안전을 잊는다”라고 말하였다. 지금 적군은 조용히 우리 나라에 침범하여, 국내에는 시끄럽게 하고, 군사는 몸에 바람과 비에 노출하여 싸우고, 자신도 걱정하여 식사도 제대로 하지 않고, 밤에도 잘 수 없는 만큼인데, 송별회 때문에 출진이 늦는 것이 무슨 일인가!!"라고 격노하여, 군법에 따라서 장고를 처형하려고 했다. 무서워한 장고는 경공에 사자를 보내 살려달라고 했지만, 그 사자가 돌아오기 전에 사마양저는 장고를 처형했다. 이 사건으로 병사들은 긴장되어, 군대의 규율은 엄숙하게 되었다.
그 후, 사자가 돌아와서 경공이 장고를 용서해 달라고 말했지만, “장군이 군중에 있을 때는 비록 주공의 명령이든지 받지 않는 것이다.”라는 유명한 말을 남기고, 사자를 쫓아버렸다.
사마양저는, 군중에 있고, 항상 병사와 행동하고, 식사도 같이 하였고 약한 자에게도 상냥하게 대했다. 그 결과, 사마양저는 병사에게 신뢰 받아 부상병도 출진하고 싶으면 신청했다. 이 사건을 들은 진·연나라 연합군은 퇴각하였고 사마양저는 추격하여, 잃어버린 영토를 모두 회복하였다. 제 경공은 사마양저를 대사마에 임명했다.
얼마뒤 귀족 포씨(鮑氏), 고씨(高氏), 국씨(國氏)는 사마양저를 헐뜯었다. 경공은 사마양저를 관직에서 해임하였고, 그 후 사마양저는 병이 들어 사망했다. 이 일로 전기와 전표는 고씨와 국씨 일족을 원망한다. 그후 전상이 간공을 죽였을 때, 고씨·국씨 일족을 모두 죽였다. 또한 전상의 손자 전화는 제나라 위왕이 되었다.
그 후도 전씨 세력이 축소되지 않고, 결국 강씨(姜氏)로부터 공위를 찬탈하였다. 그리고 제 위왕(威王) 때에 왕을 칭하기에 이르렀지만, 제 위왕은 사마양저의 병법을 존경하고 그의 병법을 흠모하였다. 위왕은 학자에 명하여 사마양저의 병법을 연구하여 《사마양저병법》이라는 병법서를 편찬하였다. 이것이 후에 《사마법》이라는 병법서이다.

## 《사마법》
사마양저의 병법을 모은 사마법은 전 55편 있었다고 여겨지지만, 현존하는 것은 〈인본〉·〈천자지의〉·〈정작〉·〈엄위〉·〈용중〉의 5편 뿐이다.

## 평가
사마천은 자신의 저서인 사기를 통해 평가는 높았다고 하였다.

## 같이 보기
- 사마법
- 무경칠서
- 손자병법